# Политический статус Иерусалима
Статус Восточного Иерусалима, и в особенности — его святых мест, остаётся ключевой и весьма противоречивой темой в израильско-палестинском конфликте и предметом горячих дискуссий.
Окончательный статус Иерусалима является одной из важнейших сфер разногласий между палестинскими и израильскими переговорщиками по вопросу о мире. Области разногласий включают вопросы о том, может ли палестинский флаг быть поднят над зонами, находящимися в палестинском ведении, и о специфике израильских и палестинских территориальных границ.

## История
Резолюция Генеральной Ассамблеи ООН № 181 от 29 ноября 1947 года, известная под названием «Резолюция о разделе Палестины», предполагала, что международное сообщество возьмёт под свой контроль будущее Иерусалима после окончания британского мандата (15 мая 1948 года). В данной резолюции Иерусалим определён как «отдельная единица» (corpus separatum) со специальным международным режимом под управлением Организации Объединённых Наций.
В результате Арабо-израильской войны (1947—1949) Иерусалим был разделен между Израилем (западная часть города) и Трансиорданией (восточная его часть). В ходе первого перемирия, начавшегося 11 июня 1948 года, посланник ООН Фольке Бернадот рекомендовал сторонам вариант, содержавший, в частности, отказ от интернационализации Иерусалима и включение его в состав расширенной Трансиордании. Обе стороны отвергли это предложение. 13 декабря 1948 года парламент Трансиордании принял закон об аннексии оккупированной ею территории Палестины, включающей в том числе и восточный Иерусалим (в составе западного берега Иордан). После этого Трансиордания (название, означавшее территорию восточного берега реки Иордан) провозгласила себя Иорданией, подчеркнув этим свой контроль над обоими берегами реки.
5 декабря 1949 года Израиль объявил Иерусалим своей столицей; в Иерусалиме с 1949 года находятся Кнессет (израильский парламент) и почти все государственные и правительственные учреждения Израиля. В 1948—1967 годах этот статус распространялся только на западную часть города. В апреле 1950 года Трансиордания также объявила Иерусалим своей второй столицей.
Несмотря на условия, оговоренные в Соглашении о перемирии между Израилем и Трансиорданией, обеспечивающие доступ евреям к их священным местам, до 58 синагог в древнем Еврейском квартале Старого города «были осквернены и уничтожены. Некоторые из них иорданцы использовали в качестве конюшен и курятников […], древнейшее (2500 лет) еврейское кладбище на Масличной Горе было осквернено. Через кладбище была проложена дорога от (новой) гостиницы „Интерконтиненталь“ к шоссе. Иорданский Арабский Легион использовал надгробные камни с могил священных раввинов для строительства мостовых и уборных […] фактически иорданцы запретили евреям посещать Стену Плача в Старом Городе и древнее еврейское кладбище на Масличной горе. Путь к Еврейскому Университету на горе Скопус и госпиталю Хадасса был практически отрезан». Каких-либо резолюций по таким действиям Иордании вплоть до 1967 года ООН принято не было.
В 1951 году «Согласительная комиссия ООН предприняла свою последнюю энергичную попытку выступить посредником между сторонами конфликта и представила ряд конкретных предложений, касающихся беженцев, компенсации, пересмотра территориальных вопросов и соглашений о перемирии, в целях обеспечения свободы доступа к Святым Местам в районе Иерусалима. Однако Комиссия вновь пришла к выводу о том, что отсутствие готовности сторон осуществлять соответствующие резолюции и учитывать перемены, произошедшие на местах, не позволяют приступить к урегулированию палестинского вопроса». В 1959 году Ассамблея ООН отменила решение о выделении ассигнований на установление постоянного международного режима в Иерусалиме.
В результате победы в Шестидневной войне 1967 года Израиль аннексировал Восточный Иерусалим, таким образом получив контроль над всей территорией города, законодательно отделил Восточный Иерусалим от западного берега реки Иордан и объявил свой суверенитет над объединённым Иерусалимом. ООН и значительная часть международного сообщества официально не признают аннексии восточной части города и израильского суверенитета над ним. Совет Безопасности в своей резолюции 242 (1967) от 22 ноября 1967 года призвал Израиль вывести свои войска с территорий, оккупированных в ходе войны. СБ ООН также осудил израильские поселения на территориях, захваченных в 1967 г., включая Восточный Иерусалим (см. РСБООН 452, 465 и 741).
В начале сентября 1979 года шестая (Гаванская) Конференция руководителей неприсоединившихся стран в своём решении заявила, в частности, что «Город Иерусалим является неотъемлемой частью оккупированной Палестины. Он должен быть полностью покинут и безоговорочно передан под арабский суверенитет».
22 июля 1980 года эта позиция «Движения» была направлена представителем Кубы (страны-председателя «Движения» в 1979—1983 гг.) Генеральному секретарю ООН в качестве официального документа Седьмой чрезвычайной специальной сессии Генеральной Ассамблеи Организации Объединенных Наций, полностью посвященной «незаконным действиям Израиля в оккупированном Восточном Иерусалиме и на других оккупированных территориях». 29 июля Сессия приняла резолюцию, в которой призвала «Израиль полностью и безоговорочно уйти со всех палестинских и других арабских территорий, оккупированных с июня 1967 года, включая Иерусалим», и потребовала, чтобы «такой уход со всех оккупированных территорий начался до 15 ноября 1980 года».
На следующий день, 30 июля 1980 года, подавляющим большинством Кнессета был принят Закон об Иерусалиме (см. Столица Израиля).
Согласно резолюции 51/27 Генеральной Ассамблеи ООН от 4 декабря 1996 года, «решение Израиля навязать Священному городу Иерусалиму свои законы, юрисдикцию и администрацию является незаконным и, следовательно, недействительным и не имеет никакой юридической силы». Десятая специальная чрезвычайная сессия Генеральной Ассамблеи ООН, проходившая в 2004 году, подтвердила, что "все меры, принятые Израилем, оккупирующей державой, которые изменили или имели своей целью изменить характер, правовой статус и демографический состав Иерусалима, по-прежнему не имеют никакой юридической силы. Резолюция Генеральной Ассамблеи ООН 58/292 подтвердила, что палестинский народ имеет право на суверенитет над Восточным Иерусалимом.

## Иерусалим как столица
Как Израиль, так и Палестинская автономия официально считают Иерусалим своей столицей, не признавая такого права за другой стороной. 28 октября 2009 г. Генеральный секретарь Организации Объединённых Наций Пан Ги Мун предостерёг: «Если мы намерены добиться мира, Иерусалим должен быть столицей как Израиля, так и Палестины».

### Столица Израиля

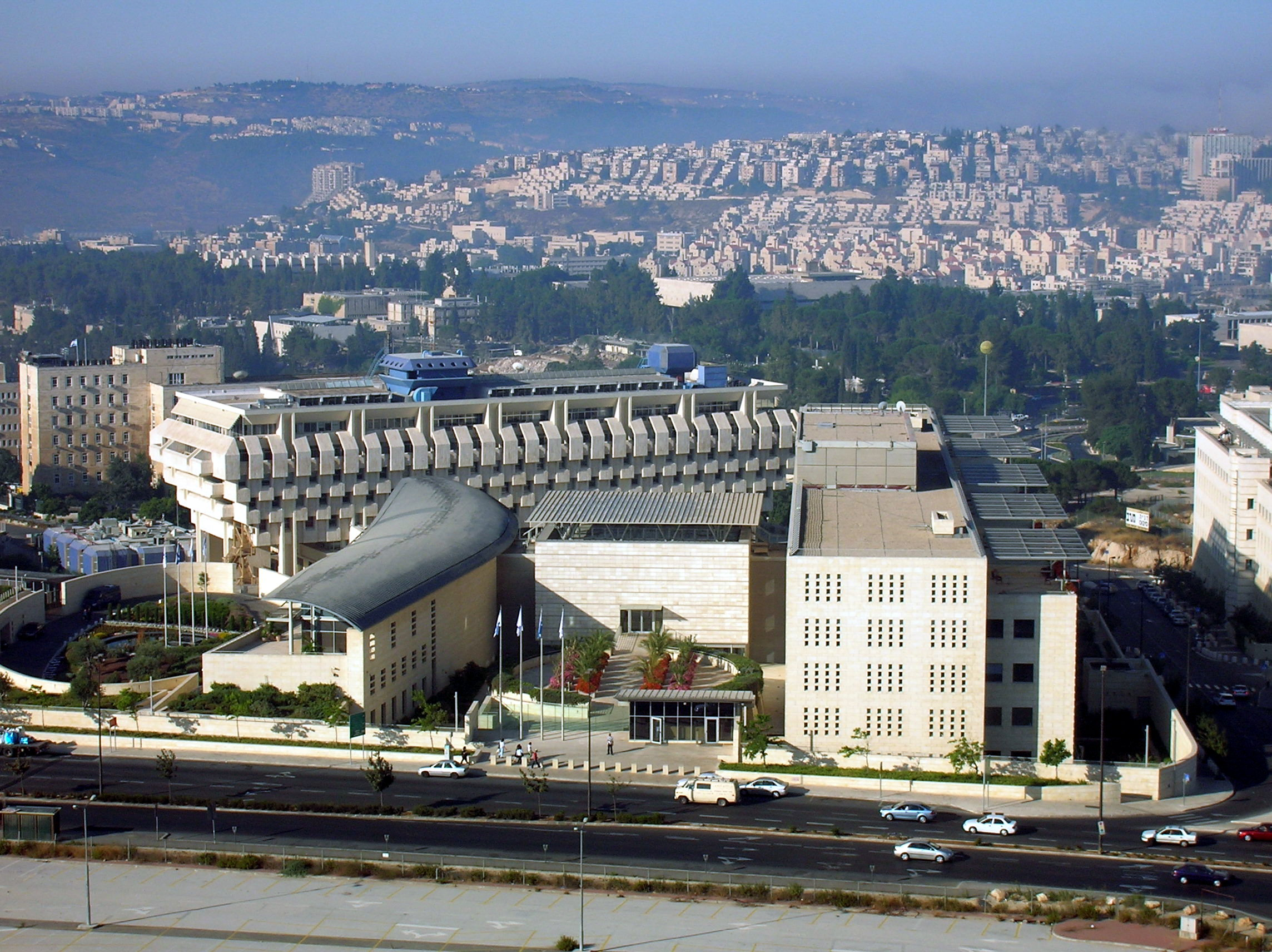
Здание Министерства иностранных дел Израиля

Израиль оспаривает тот факт, что аннексия Иерусалима была нарушением норм международного права — равно как и определение территории Западного берега реки Иордан (включая Восточный Иерусалим), как «оккупированной», настаивая на международном термине «спорная территория». В качестве основных аргументов в пользу этой позиции приводятся оборонительный характер Арабо-израильской войны 1948 года и Шестидневной войны, отсутствие признанного международного суверенитета над этими территориями до 1967 года и историческое право еврейского народа на землю Израиля. Сходной позиции придерживается ряд израильских и зарубежных политиков и ведущих юристов.
5 декабря 1949 г. Премьер-министр Израиля Давид Бен-Гурион, а 23 января 1950 года — Кнессет, провозгласили Иерусалим столицей Израиля. Кнессет, однако, воздержался явным образом включать в декларацию Восточный Иерусалим, который в тот момент находился под управлением Иордании. С этого момента в Иерусалиме располагаются все ветви израильской власти — законодательная, судебная и исполнительная.
В начале сентября 1979 года 6-я Конференция «Движения неприсоединения стран» потребовала передать Иерусалим под арабский суверенитет «после полной его эвакуации». 29 июля 1980 Седьмая чрезвычайная специальная сессия ГА ООН приняла резолюцию, в которой, в частности, призвала Израиль полностью и безоговорочно уйти со всех территорий, оккупированных с июня 1967 года, включая Иерусалим, «со всей неприкосновенностью имущества и услуг», и «настоятельно призывала» начать такой уход до 15 ноября 1980 года.
В ответ на это, 30 июля 1980 года Кнессет принял Закон об Иерусалиме, объявивший Иерусалим «единой и неделимой столицей Израиля». Он был поддержан подавляющим большинством Кнессета в качестве Основного закона Израиля. Закон распространяется как на Западный, так и на Восточный Иерусалим (в пределах расширенных границ, как они были определены в июне 1967 года).
Политолог Ян Лустик считает, что имея политическое и символическое значения, этот закон ничего не добавил к правовой или административной ситуации в городе.
«Основной закон: Иерусалим, столица Израиля» является главной причиной непризнания Иерусалима столицей Израиля мировым сообществом. В Резолюции № 478, принятой 20 августа 1980 г. в ответ на Закон об Иерусалиме всеми членами Совета Безопасности ООН за исключением США (воздержались), заявлено, что «Закон об Иерусалиме» представляет собой «нарушение международного права», является «недействительным, и должен быть немедленно аннулирован». Эта резолюция «самым решительным образом» осудила принятие этого закона и отказ Израиля выполнять соответствующие резолюции Совета Безопасности, и призвала страны-участницы вывести свои дипломатические представительства из «Священного города» в качестве карательной меры. Данное решение Израиля было отвергнуто также Генеральной Ассамблеей ООН и другими межправительственными организациями.
После принятия резолюции, 22 страны из 24, чьи посольства ранее располагались в (Западном) Иерусалиме, перенесли их в Тель-Авив (где многие посольства уже находились до принятия Резолюции 478). После того, как 15 августа 2006 года правительство Коста-Рики объявило о переводе своего посольства из Иерусалима в Тель-Авив, а 25 августа того же года правительство Сальвадора последовало его примеру, в пределах городской черты Иерусалима не осталось дипломатических миссий иностранных государств. До 2018 года все страны размещали свои посольства в районе Большого Тель-Авива — за исключением группы консульств в Иерусалиме. Конгресс США ещё в 1995 году принял Акт о посольстве в Иерусалиме, согласно которому, при соблюдении соответствующих условий, посольство США должно быть перенесено из Тель-Авива в Иерусалим. Однако президенты США возражают, что резолюции Конгресса касательно статуса Иерусалима являются не более чем консультативными. Конституция относит международные отношения к компетенции исполнительной власти и, соответственно, посольство Соединённых Штатов до мая 2018 года находилось в Тель-Авиве.
Команда экспертов, собранная тогдашним израильским Премьер-министром Эхудом Бараком в 2000 г., пришла к выводу, что город должен быть разделён, так как Израилю не удалось достичь там ни одной из своих национальных целей. Однако в 2014 г. Премьер-министр Биньямин Нетаньяху сказал, что «Иерусалим никогда не будет разделён».
Опрос, проведённый в июне 2013 г., выявил, что 74 % израильских евреев отвергают идею палестинской столицы в любой части Иерусалима, хотя 72 % населения считают его разделённым городом.
Премьер-министр Израиля Биньямин Нетаньяху заявил, что Иерусалим останется неделимой столицей Израиля.
 США 6 декабря 2017 года президент США Дональд Трамп официально признал Иерусалим столицей Израиля и дал указание Госдепартаменту начать подготовку к переносу посольства США в Иерусалим. При этом в тот же день он подписал указ о формальной отсрочке переноса посольства на 6 месяцев. 14 мая 2018 года посольство США, несмотря на протесты Палестины, перенесено из Тель-Авива в Иерусалим, полноценная релокация учреждения займёт около 6 лет.
 Филиппины 6 декабря 2017 года с вопросом о перенесении посольства в Иерусалим обратились представители президента Филиппин. Тем не менее, Департамент иностранных дел Филиппин позже упомянул, что он не поддерживает заявление Трампа о признании Иерусалима столицей Израиля и выразил свою поддержку решению двух государств.
 Чехия заявила о признании Западного Иерусалима столицей Израиля и о планах перевода туда своего посольства. Чехия признала, что Иерусалим «на практике является столицей Израиля в границах демаркационной линии с 1967 года», но сказала, что чешское правительство поддерживает позиции других государств — членов ЕС, и считает город будущей столицей Израиля и Палестины. Министерство также заявило, что рассмотрит вопрос о переводе чешского посольства из Тель-Авива в Иерусалим «только на основе результатов переговоров с ключевыми партнерами в регионе и в мире».
 Евросоюз официально выразил «серьёзную озабоченность в связи с решением США и его последствиями», указав, что вопрос о статусе Иерусалима как будущей столицы израильского и палестинского государств должен быть урегулирован на переговорах.
 Россия: Министр иностранных дел РФ Сергей Лавров заявил, что нельзя в одностороннем порядке пересматривать международные решения по Иерусалиму, а эти решения утверждают, что статус Иерусалима может быть определён через прямой диалог Израиля и Палестины.
 Гватемала 24 декабря 2017 года президент Гватемалы Джимми Моралес объявил, что посольство Гватемалы будет перенесено в Иерусалим, это первое такое объявление, которое было оглашено после признания Иерусалима столицей Израиля со стороны США 16 мая 2018 года Гватемала вновь открыла свое посольство в Иерусалиме, сделав его второй страной после США.
 Вануату Республика Вануату признала Иерусалим столицей Израиля в июне 2017 года.
 Парагвай также перенес свое посольство в Иерусалим в мае 2018 года 6 сентября 2018 года Парагвай объявил, что планы по перемещению посольства в Иерусалим будут отменены, поскольку посольство будет переведено в Тель-Авив. 12 декабря 2024 года посольство Парагвая в Иерусалиме открыл президент Парагвая Сантьяго Пенья.
 Австралия 15 декабря 2018 г. Премьер Австралии заявил о признании Западного Иерусалима столицей Израиля. Также было заявлено, что Австралия не намерена переносить свое посольство в Иерусалим, в том числе из-за высокой стоимости переезда. Вместо этого она откроет там представительство по вопросам обороны и торговли.

### Столица Палестинского государства

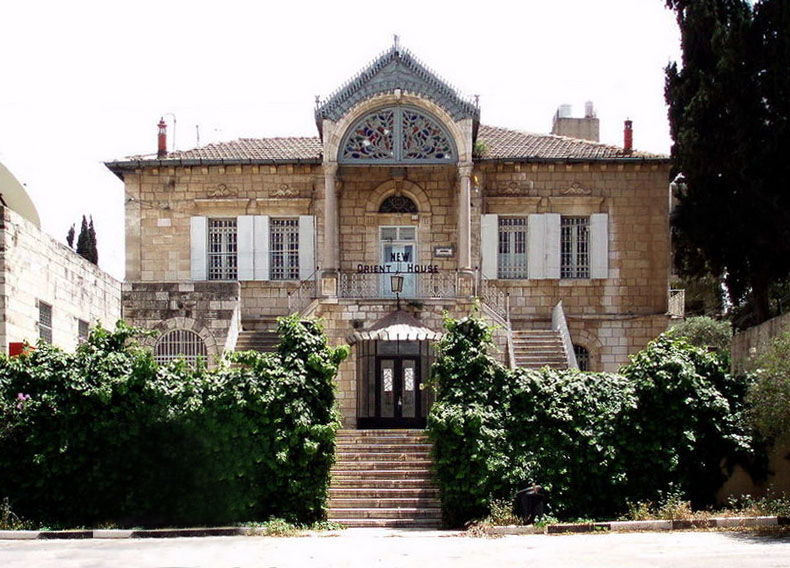
Ориент Хаус в Восточном Иерусалиме. Важный палестинский политический и дипломатический центр, закрытый Израилем в 2001 г.

Палестинская национальная администрация (ПНА) претендует на Иерусалим, включая Храмовую гору (Харам аль-Шариф), как столицу государства Палестина. В Палестинской декларации о независимости Организации освобождения Палестины 1988 г. утверждается, что Иерусалим является столицей государства Палестина; в 1997 году Палестинский законодательный совет принял, а в 2002 году Председатель Палестинской национальной администрации Ясир Арафат подписал Основной закон, в котором Иерусалим провозглашается столицей государства Палестина (Статья 3: «Иерусалим является столицей Палестины»).. Провозглашая Иерусалим своей столицей, палестинцы обычно имеют в виду Восточный Иерусалим. Президент Махмуд Аббас сказал, что любое соглашение, не включающее Восточный Иерусалим в качестве столицы Палестины, будет неприемлемым. Израиль впервые рассмотрел возможность превращения Восточного Иерусалима в столицу Палестины на саммите в Табе в 2001 году, хотя эти переговоры завершились без соглашения, и с тех пор данная возможность Израилем не рассматривалась.
Декларативно провозглашённое ещё в 1988 году, Государство Палестина официально до сих пор не создано, хотя к лету 2018 года 137 стран — членов ООН, а также Ватикан, заявили о его признании. Оно также входит в Лигу Арабских Государств. Некоторые страны, такие как Россия и Китай, признают Палестинское государство с восточным Иерусалимом в качестве его столицы. Органы власти Палестинской автономии никогда в Иерусалиме не находились; в Восточном Иерусалиме располагаются консульства США и некоторых других стран, осуществляющих контакты с Палестинской автономией. В 2011 году, по данным BBC, в «отчете Евросоюза, оказавшемся в распоряжении СМИ, содержится призыв к признанию Восточного Иерусалима столицей будущего Палестинского государства».
ПНА утверждает, что Западный Иерусалим также является предметом переговоров о перманентном статусе. Она, однако, заявила, что готова к рассмотрению альтернативных решений — таких, как превращение Иерусалима в открытый город. Текущая позиция ПНА состоит в том, что Восточный Иерусалим, как он определён муниципальными границами до 1967 года, должен быть столицей Палестины, а Западный Иерусалим — столицей Израиля, при том что каждое из государств наделяется полным суверенитетом над соответствующей частью города со своим собственным муниципальным управлением. Совместный израильско-палестинский «совет развития» будет отвечать за координированное развитие.
Опрос, проведённый в 2011 г. среди арабских жителей Восточного Иерусалима Палестинским центром общественного мнения и американским Ближневосточным центром Пехтер для Совета по международным отношениям, выявил, что 39 % арабов, живущих в Восточном Иерусалиме, предпочли бы израильское гражданство — против 31 %, выбравших гражданство Палестины. Согласно опросу, 40 % палестинских жителей предпочли бы покинуть свои микрорайоны, если последние окажутся под палестинским управлением.
 Иран 27 декабря 2017 года иранский парламент проголосовал за законопроект о признании Иерусалима столицей Палестины в ответ на решение Соединённых Штатов признать город столицей Израиля.

## Правительственные территории и национальные институты

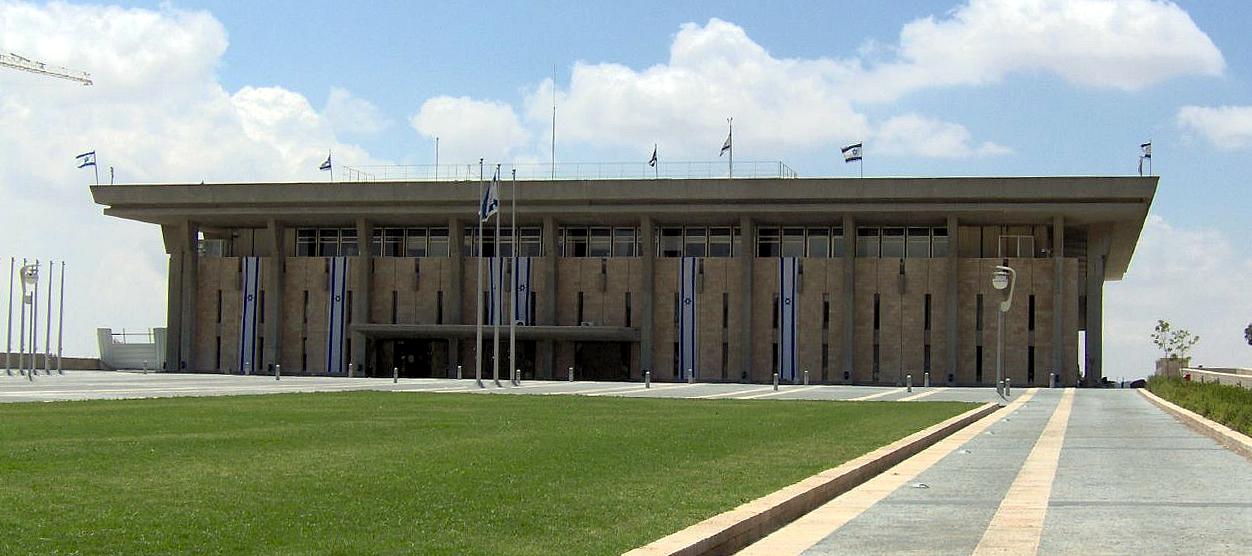
Здание Кнессета в Гиват-Рам

Многие национальные институты Израиля расположены в комплексе «Кирьят-ха-Мемшала» в районе Иерусалима Гиват-Рам, и являются частью проекта Кирьят-ха-Леум, предназначенного для создания большого района, который вместит в себя большинство правительственных агентств и национальных культурных институтов. Некоторые правительственные здания расположены в районе «Кирьят-Менахем-Бегин». Город является местом нахождения Кнессета, Верховного Суда, Банка Израиля, Штаб-квартиры Полиции Израиля, официальных резиденций Президента и Премьер-министра, Кабинета министров и всех министерств, за исключением Министерства обороны (которое расположено в центральном тель-авивском районе ХаКирья) и Министерства сельского хозяйства и сельского развития (которое расположено в сельскохозяйственном районе между городом Ришон-ле-Цион и Бейт-Даганом).
В 1988 году Израиль распорядился закрыть Ориент Хаус — место нахождения Общества арабских исследований, но также штаб-квартиры Организации освобождения Палестины — по соображениям безопасности. Здание вновь открылось в 1992 году как палестинская гостиница. Соглашениями в Осло заявлено, что окончательный статус Иерусалима будет определён путём переговоров с ПНА; соглашения наложили запрет на какое бы то ни было официальное палестинское присутствие в городе до достижения окончательного мирного договора, но санкционировали открытие в Восточном Иерусалиме палестинского торгового офиса.
Израилем в качестве будущей столицы палестинского государства предложен палестинский пригород Иерусалима Абу-Дис — в связи с его близостью к городу, и в особенности к Храмовой горе. Израиль не включил Абу Дис в пределы своей стены безопасности вокруг Иерусалима. ПНА возвела в этом городе возможное будущее парламентское здание для Палестинского законодательного совета, и все её офисы по делам Иерусалима расположены в Абу-Дисе. С 1993 года фактической административной столицей частично признанного Государства Палестина является Рамалла.